# 亨里克·戈雷茨基
亨里克·米科拉伊·戈雷茨基（波蘭語：Henryk Mikołaj Górecki，1933年12月6日—2010年11月12日），波兰作曲家。一般被认为是神圣简约主义的代表人物之一。他的音乐一开始受到韦伯恩的序列主义影响，但是后来更注重从传统的波兰圣咏、文艺复兴时期的复调音乐以及浪漫主义音乐得来的灵感。其《第三交响曲「悲愁之歌」》由于鲜明的有调性，以及優美低沈的感傷风格。而深受全世界听众的喜爱，是20世纪下半叶古典音乐中少有的现象。